# 市川福太郎 (3代目)
三代目 市川 福太郎（さんだいめ いちかわ ふくたろう、2001年4月25日 - ）は、歌舞伎役者、元子役。本名及び旧芸名は秋山 悠介（あきやま ゆうすけ）。屋号は成田屋、定紋は三升。子役時代の所属事務所はテアトルアカデミー（劇団コスモス）。

## 人物
神奈川県出身。2002年2月にテアトルアカデミーに所属し、子役俳優としてスタートを切る。
2008年に本名の秋山悠介名義で新橋演舞場の『彦山権現誓助剱』「毛谷村」一味斎孫弥三松役にて歌舞伎の初出演を経験。
2013年1月、十二世市川團十郎の部屋子となり、三代目市川福太郎を名乗る。成田屋の部屋子としての最初の舞台は浅草公会堂『勧進帳』太刀持音若役である。2013年2月に大師匠の十二世團十郎が死去したため、その後は十二世團十郎の長男で市川宗家現当主の十一代目市川海老蔵の門下に入っている。
実弟の秋山聡は兄と同じテアトルアカデミーの子役として出発したが、後に兄を追うように十一代目市川海老蔵の門下に入り、四代目市川福之助を名乗って歌舞伎役者になっている。

## 歌舞伎役者転向後の出演

### 舞台
- 彦山権現誓助「毛谷村」（2008年5月、新橋演舞場・6月30日 - 7月、地方公演）弥三松 役
- 義経千本桜「すし屋」（2008年6月、歌舞伎座）善太 役
- 義経千本桜（新橋演舞場）善太 役
- 通し狂言「伽羅先代萩」（歌舞伎座・新橋演舞場）千松 役
- 源平布引滝「義賢最期」「実盛物語」（新橋演舞場）太郎吉 役
- 風林火山 晴信燃ゆ（日生劇場）武田勝頼 役
- 暫（歌舞伎座）茶後見 役
- 夏祭浪花鑑（歌舞伎座）市松 役
- 石川五右衛門（新橋演舞場）忍者の里の子 役
- 木曽恋しぐれ（青山劇場）信吉 役
- 伊達の十役（新橋演舞場）千松 役
- 野田版鼠小僧（歌舞伎座）長屋の子 役
- 籠釣瓶花街酔醒（歌舞伎座）清市 役
- 恋女房染分手綱（歌舞伎座）三吉 役
- 近江源氏先陣館〜盛綱陣屋〜（2010年、新橋演舞場）
- 天衣紛上野初花〜河内山と直侍〜（新橋演舞場）

## 子役時代の出演

### テレビドラマ
- 火曜サスペンス劇場 街の医者・神山治郎〜乳房喪失〜（2002年5月14日、日本テレビ）
- SP 第2～4話（2007年、フジテレビ）加藤雄大 役
- 母親失格 （2007年、フジテレビ）保育園児 役
- ハチミツとクローバー 第2話（2008年1月15日、フジテレビ）
- 炎神戦隊ゴーオンジャー 第1・2話（2008年2月17日、2月24日、テレビ朝日）
- 警視庁捜査一課9係 第2話（2008年4月23日、テレビ朝日）次郎（幼少） 役
- 侍戦隊シンケンジャー 第12話（2009年5月3日、テレビ朝日）広樹 役
- 天装戦隊ゴセイジャー 第13話（2010年5月、テレビ朝日）アラタ（幼少） 役
- 新参者 第8話（2010年6月6日、TBS）清瀬弘毅（幼少）役
- マークスの山（2010年、WOWOW）水沢裕之（幼少） 役

### CM
- ACジャパン 身近な環境対策
- NTT東日本 企業広告
- 花王 ビオレUハンドソープ
- ケンタッキーフライドチキン 開運パック
- 第一三共ヘルスケア  オイラックスA・ママの魔法のじゅうたん篇（2007年）田中律子の息子 役
- タカラトミー RCサウンドシュッポートーマス
- TOYOTA ポルテ
- ベネッセ こどもちゃれんじ・ぷち KISS篇
- 三菱電機 冷凍瞬時代
- 三菱電機 IHクッキングヒーター
- 森永製菓 ウィダーインゼリー
- ユニ・チャーム ムーニーマン フィル2
- TIPNESS
- 丸美屋 麻婆豆腐の素
- セブン-イレブン ポケモンカード

### VP
- ベネッセ すてっぷENGLISH
- ベネッセ ほっぷENGLISH
- AEON タスマニアビーフ

### スチル
- ユニクロ カタログ
- 花王 キッチンハイター
- 明治乳業 ナイスディファミリー
- アガツマ ゆらゆらロッキングアンパンマン
- アガツマ アンパンマンかるた
- 三菱電機
- 東京ディズニーランド
- 近鉄不動産 LH手賀の杜